# هكتور رايت
هكتور رايت (بالإنجليزية: Hector Wright)‏ (8 مايو 1969 بجامايكا - ) هو لاعب كرة قدم جامايكي في مركز الوسط. شارك مع منتخب جامايكا لكرة القدم. أما مع النوادي، فقد لعب مع مونتيغو باي يونايتد ‏ وLong Island Rough Riders ‏.

## وصلات خارجية
- هكتور رايت على موقع الاتحاد الدولي (مؤرشف)  (الإنجليزية)
- هكتور رايت على موقع ناشيونال فوتبول تيمز (الإنجليزية)
- هكتور رايت على موقع عالم كرة القدم.نت (الإنجليزية)